# 萬代峽
萬代峽，台灣旅遊景點，行政區屬於花蓮縣秀林鄉，由木瓜溪流經龍澗（瀧見）至銅門的一道峽谷。日治時代鋪設能高越嶺道，其東段則緊臨木瓜溪谷而闢，途經瀧見（龍澗）至銅門的萬代峽（原台14線東段）。現今，萬代峽已成旅遊景點，內有見返隧道及一連串長明隧道，也有著「小天祥」之稱。

## 來源
1. ↑  .   [2021-09-04]. （原始内容存档于2021-09-04）.
2. ↑  .   [2021-09-04]. （原始内容存档于2021-09-04）.
3. ↑  .   [2021-09-04]. （原始内容存档于2021-09-04）.